# La Sœur volante
La Sœur volante (The Flying Nun) est une série télévisée américaine en 83 épisodes de 25 minutes, créée par Harry Ackerman et Max Wylie, d'après le roman The Fifteenth Pelicande Tere Rios, et diffusée entre le 7 septembre 1967 et le 3 avril 1970 sur le réseau ABC.
Au Québec, la série a été diffusée à partir du 5 septembre 1968 à la Télévision de Radio-Canada, ainsi qu'au Luxembourg.

## Synopsis
À Porto Rico au couvent de San Tanco, la très grande cornette de la petite sœur Bertrille, Sally Field, et son poids très léger, lui donnent le pouvoir de voler grâce au vent. Ce don lui permet d'apporter son aide à ceux qui en ont besoin.

## Distribution
- Sally Field (VF : Michèle André) : Sœur Bertrille
- Marge Redmond (VF : Jacqueline Ferrière)  : Sœur Jacqueline
- Madeleine Sherwood : Révérende mère supérieure Placido
- Alejandro Rey (VF : Gérard Hernandez)  : Carlos Ramirez
- Shelley Morrison : Sœur Sixto
- Linda Dangcil : Sœur Ana

## Épisodes

### Première saison (1967-1968)
1. La Nonne volante
2. La Conversion
3. Voitures d'occasion comme neuves
4. La Cloche de San Tango
5. L'Allergie aux hibiscus
6. La Sœur volante décollage réussi
7. Salut cocotte
8. Les Avantages du mariage
9. Le Délice de San-Tanco
10. Le Pélican au cœur brisé
11. Les Gentilshommes de la pègre
12. Le Petit Orphelin
13. La Matrone de Santa-Thomasina
14. (Inédit)
15. Prisonniers de la mine
16. Un Noël blanc
17. La Bibliothèque
18. Le Retour d'une mère
19. La Pêche Miraculeuse
20. Le Casino
21. Ma sœur, la sœur
22. Sœur la chance
23. Un vieux loup de mer
24. Un bon élève
25. Sœur Shapiro
26. Boxeur malgré lui
27. La Marine de réserve
28. Du vent dans les voiles
29. Un amour de chien
30. Les Naufragés

### Deuxième saison  (1968-1969)
1. La Chanson de Bertille
2. Un drôle de couvent
3. Le Rabbin et la bonne sœur
4. Le Retour de père Lundigan
5. (Inédit)
6. La Note fatidique
7. Un œuf deux œufs
8. La Nonne et le malfaiteur
9. À cause du vent
10. Les Parcomètres
11. Volera volera pas
12. Une femme pour 24 heures
13. Un visiteur insolite
14. À chauffe le couvent
15. La Renaissance d'une étoile
16. Vol au casino (1/2)
17. Vol au casino (2/2)
18. Le Prétendant
19. Un singe kleptomane
20. La Vache au cœur fidèle
21. Un moine comptable
22. Cher Gaspard
23. Le Pain surprise
24. Les affaires sont les affaires
25. Des cousins à la pelle
26. Le Billet de loterie